# Trhové Sviny
Pour les articles homonymes, voir Sviny.
Trhové Sviny (en allemand : Schweinitz in Böhmen) est une ville du district de České Budějovice, dans la région de Bohême-du-Sud, en République tchèque. Sa population s'élevait à 5 291 habitants en 2023.

## Géographie
Trhové Sviny se trouve à 7 km au sud de Borovany, à 19 km au sud-est de České Budějovice et à 139 km au sud de Prague.
La commune est limitée par Strážkovice, Ostrolovský Újezd et Borovany au nord, par Olešnice à l'est, par Žár, Kamenná, Čížkrajice et Slavče au sud et par Ločenice, Mokrý Lom et Komařice à l'ouest.

## Histoire
Vers le milieu du XIIIe siècle, un village et un château furent fondés sur l'ancienne route commerciale de Vitoraz à la Bohême, dont le nom d'origine était probablement Svinice. En 1260, il appartenait déjà à Ojíř de Sviny, un membre de la famille Vítkov. Après lui, son neveu Vok de Třeboň en fit l'acquisition et plus tard l'héritage fut divisé entre les fils de Vok, Jaroslav, Sezema et Ojíř. Ce dernier rejoignit le monastère de Sezimovo Ústí et lui légua sa partie de la ville ainsi que le château de Svin. Le monastère vendit cette propriété en 1327 à Guillaume de Landštejn, qui acheta ensuite les parts des frères d'Ojíř, Jaroslav et Sezema, concentrant ainsi l'ensemble de Sviny entre ses mains. En 1356, Vilém mourut et laissa ses biens à ses fils Ojíř et Vítek. En 1359, Sviny devint la propriété des Rosenberg, qui l'annexèrent au manoir de Novohrad.
Pendant les guerres hussites, le château conserva une importance stratégique considérable, puisqu'il fut conquis et occupé par Jan Žižka en 1420. Cependant, lorsque Sviny revint à Oldřich II de Rosenberg après les guerres, le château était dans un tel état de délabrement qu'Oldřich l'abandonna. En 1480, il avait été en grande partie démoli et servait de source de matériaux de construction bon marché, au point que bientôt il n'en resta aucun vestige hormis les fondations.
En remplacement de l'ancien privilège, perdu pendant les guerres hussites, Oldřich de Rožmberk émit une charte le 30 novembre 1437. Par un autre privilège du 20 mars 1481, le roi Vladislav Jagellon autorisa Sviny à tenir des marchés deux fois par an puis, le 26 septembre 1482, il accorda le droit de tuilerie et le droit de brasser de la bière. Depuis lors, la ville est connue sous le nom de Trhové Sviny. À partir du XVe siècle, des guildes d'artisans se développèrent à Trhové Sviny, la première, la guilde des tisserands, étant mentionnée en 1454. Plus tard, cependant, les cordonniers locaux prirent une place particulière. Dans les années 1860, la production de boutons commença dans la ville. Le commerce était traditionnellement orienté vers la Haute et la Basse-Autriche, et Trhové Sviny était également un centre commercial important pour toute la région. Cependant, le développement de l'industrie à Tržové Sviny fut freiné parce que les dirigeants municipaux s'opposèrent à la construction du chemin de fer.
Dans le passé, Trhové Sviny connut plusieurs graves incendies : 131 maisons brûlèrent en 1549, la ville fut entièrement pillée et incendiée lors de la révolte des propriétaires en 1619. Un dernier incendie la dévasta en 1828.

## Galerie

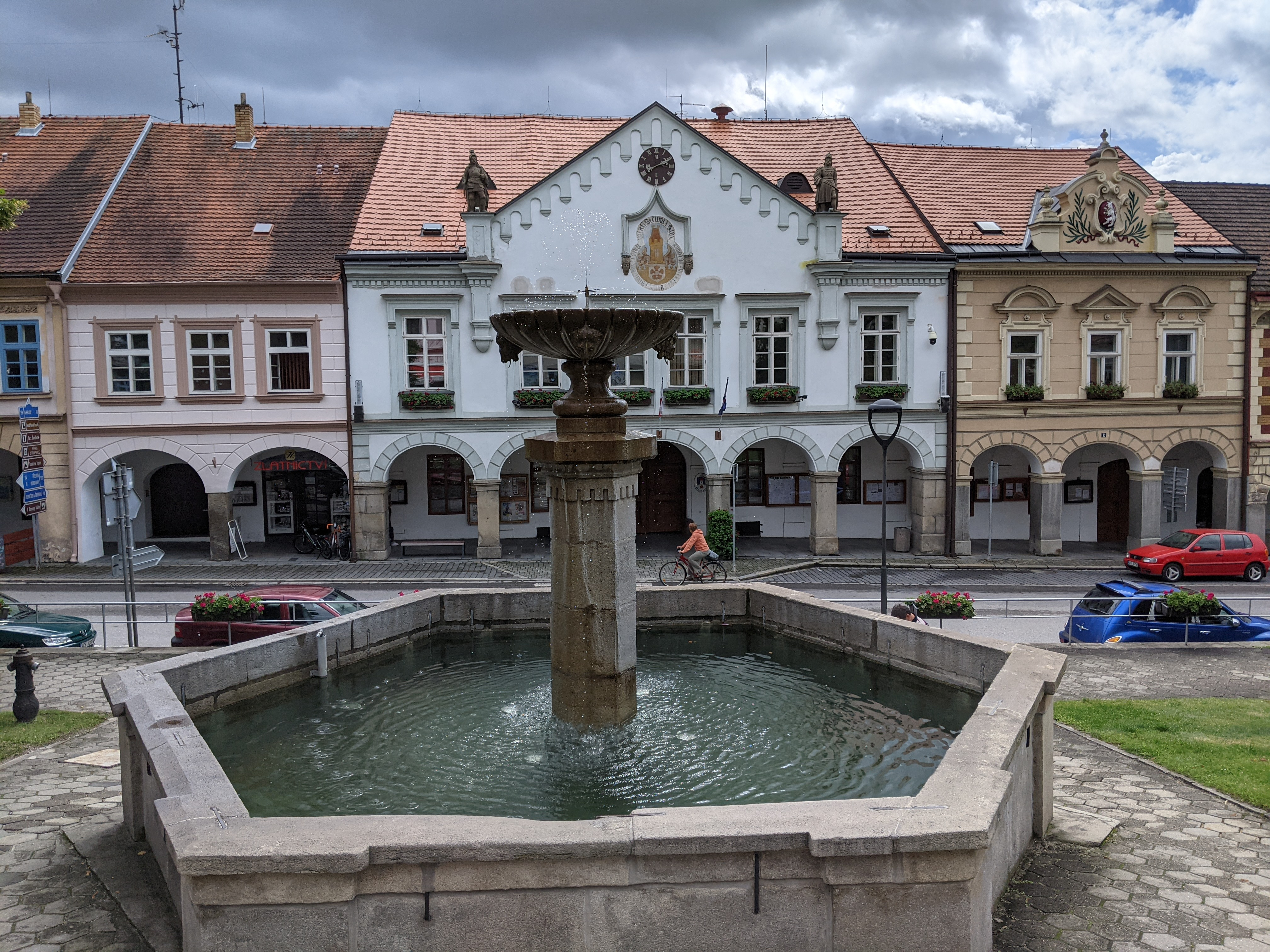
Fontaine et hôtel de ville.
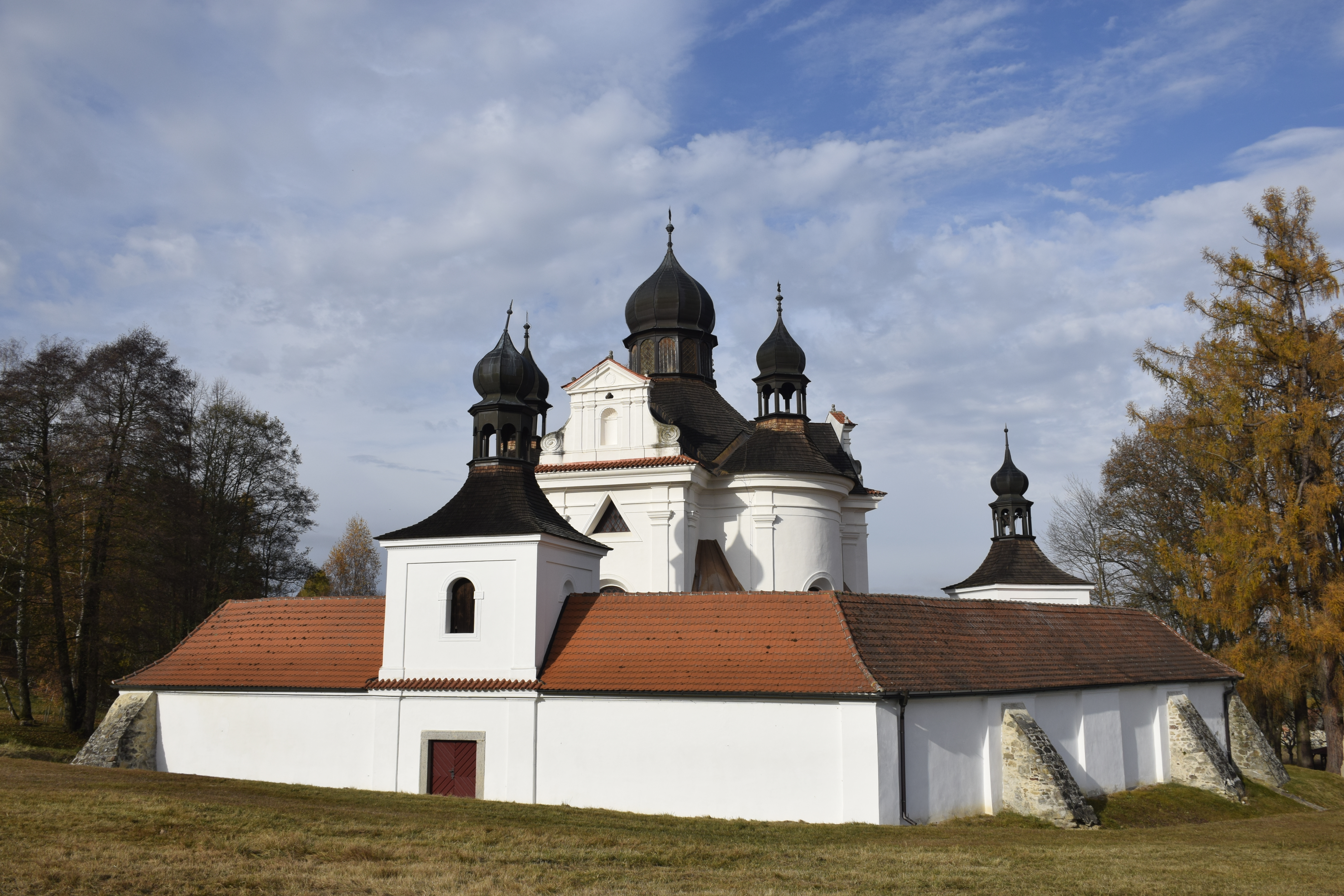
Église Sainte-Trinité.

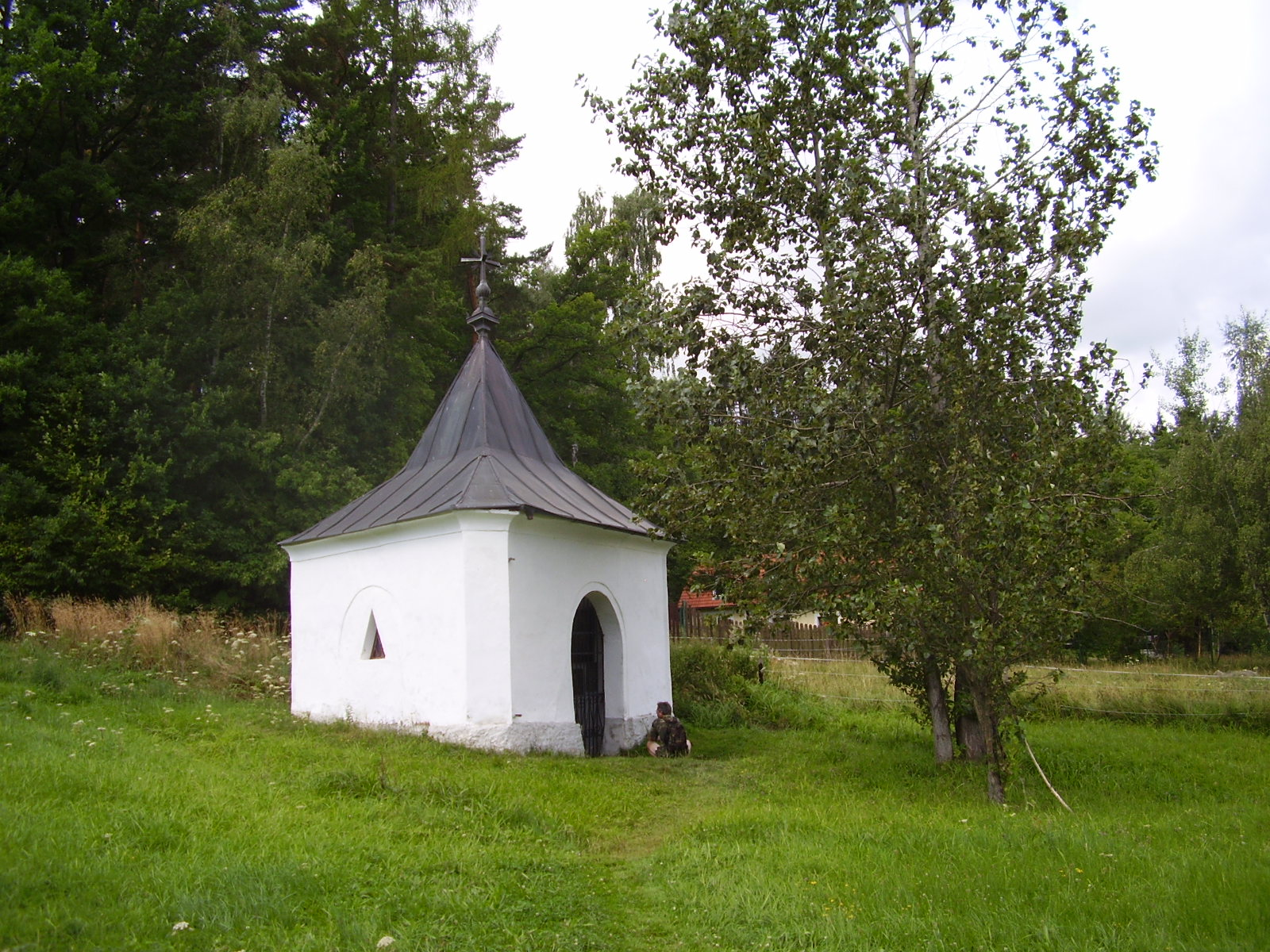
Chapelle à Trhové Sviny.
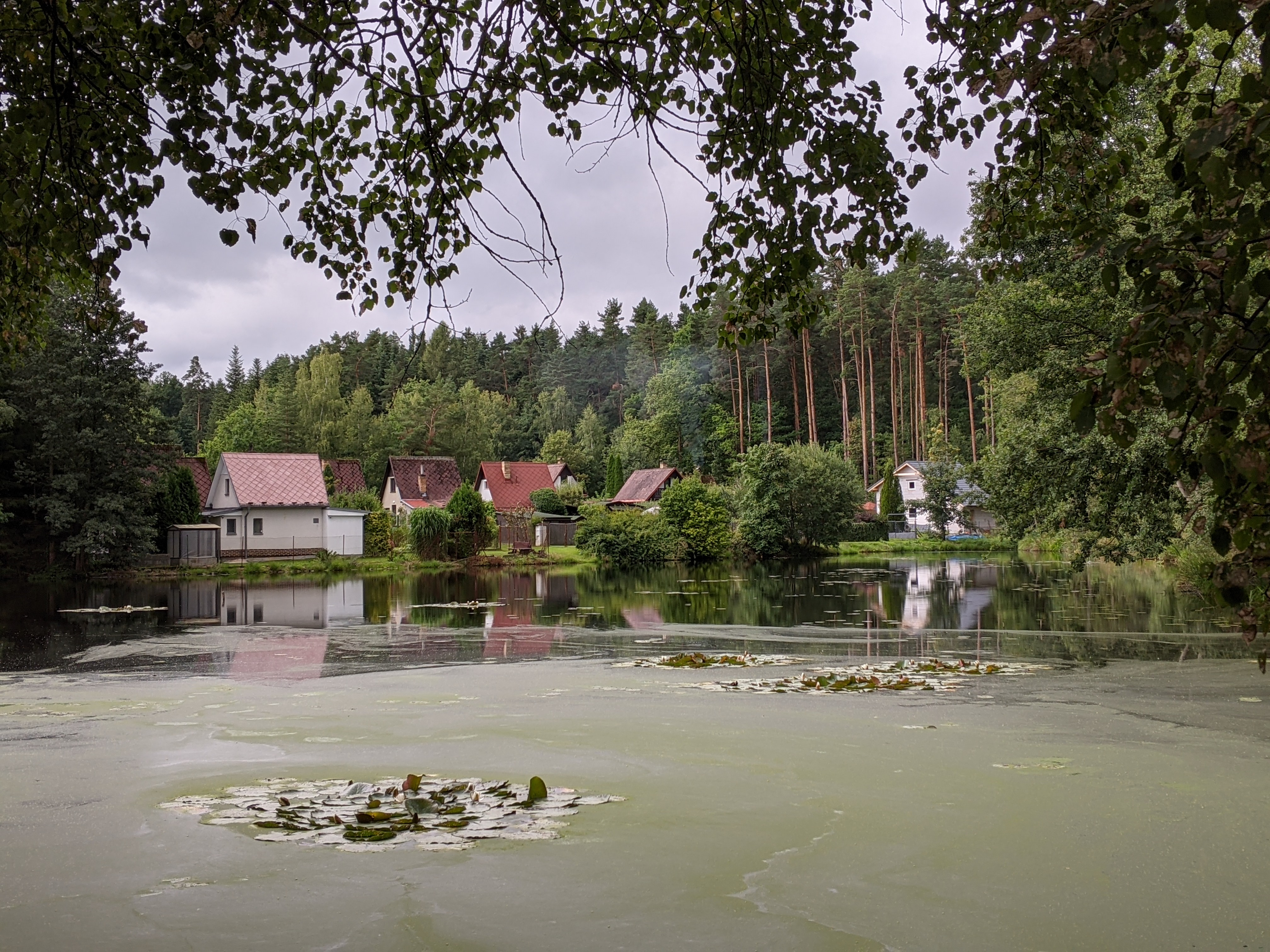
Étang à Trhové Sviny.

## Transports
Par la route, Trhové Sviny se trouve à 8 km de Borovany, à 21 km de České Budějovice et à 169 km de Prague.

## Source
- (cs) Cet article est partiellement ou en totalité issu de l’article de Wikipédia en tchèque intitulé « Trhové Sviny » (voir la liste des auteurs).